# Slemtryfflar
Slemtryfflar (Melanogastraceae) är en familj av svampar. Slemtryfflar ingår i ordningen Boletales, klassen Agaricomycetes, divisionen basidiesvampar och riket svampar.
Kladogram enligt Dyntaxa:
| Melanogastraceae | \| \| Alpova \| \| \| \| |
|                  | \| \| Alpova \| \| \| \| |
|                  | Boletaceae               |
|                  |                          |
|                  | Coniophoraceae           |
|                  |                          |
|                  | Gastrosporiaceae         |
|                  |                          |
|                  | Gomphidiaceae            |
|                  |                          |
|                  | Hygrophoropsidaceae      |
|                  |                          |
|                  | Octavianinaceae          |
|                  |                          |
|                  | Paxillaceae              |
|                  |                          |
|                  | Rhizopogonaceae          |
|                  |                          |
|                  | Sclerodermataceae        |
|                  |                          |
|                  | Strobilomycetaceae       |
|                  |                          |
|                  | Tapinellaceae            |
|                  |                          |
|                  | Alpova                   |
|                  |                          |

|  | Alpova |
|  |        |